# Tatjana Gołdobina
Tatjana Władimirowna Gołdobina (ros. Татьяна Владимировна Голдобина, ur. 4 listopada 1975) – rosyjska strzelczyni sportowa. Srebrna medalistka olimpijska z Sydney.
Urodziła się na terenie obecnego Kirgistanu. Specjalizowała się w strzelaniu z karabinu pneumatycznego i karabinu kulowego z trzech postaw. Zawody w 2000 były jej pierwszymi igrzyskami olimpijskimi, brała również udział w igrzyskach w 2004 i 2008. Po medal sięgnęła w karabinie sportowym (trzy postawy). Indywidualnie zdobyła trzy złote medale mistrzostw Europy - w 2005 i 2009 w trzech postawach, w 2006 w karabinie pneumatycznym.